# Čejkovice (powiat Znojmo)
Čejkovice – gmina w Czechach, w powiecie Znojmo, w kraju południowomorawskim. Według danych z dnia 1 stycznia 2022 liczyła 237 mieszkańców.